# Kurt Donsbach
Kurt Walter Donsbach (Whitefish, 1º dicembre 1935 – 29 agosto 2021) è stato un farmacologo statunitense.
Era un chiropratico privo di licenza e una figura controversa in materia di medicina alternativa, che fu due volte condannato per esercizio della professione medica senza licenza. Altre volte dovette affrontare le accuse di falsificazione di marchi di medicinali per la vendita, illegale fornitura di medicine come curative per il cancro, evasione fiscale, pratica della professione medica senza licenza.

## Biografia
Dopo aver lavorato per Royal Lee, un fabbricante controverso di integratori, Donsbach fondò il proprio negozio verso la fine degli anni 1960. Nel 1971, Donsbach fu perseguito per aver fatto passare falsamente una serie di erbe come curative di un certo numero di malattie, tra cui il cancro e le cardiopatie, quindi fu multato e posto in libertà vigilata. Nel 1973, fu condannato una seconda volta per reati simili e nuovamente multato e posto in libertà vigilata, che egli violò l'anno dopo, venendo ancora una volta multato.
Dopo aver venduto la sua attività, Donsbach entrò in una università non riconosciuta, la Union University of Los Angeles, come nuovo decano del Dipartimento dell'Alimentazione, prima di fondare la propria, non riconosciuta, Università Donsbach, che si guadagnò la reputazione di produttrice di falsi diplomi nel campo della salute e dell'alimentazione. Insieme alla Donsbach University, Donsbach creò anche la International Academy of Nutritional Consultants (Accademia dei Consulenti della Nutrizione), che nel 1983 ottenne una breve notorietà dal Washington Post quando fu sorpreso a esibire credenziali incomplete di consulente dell'alimentazione per un gatto tigrato.
Donsbach fu il fondatore dell'Hospital Santa Monica in Rosarito, Baja California, Messico. A seguito del decesso di Coretta Scott King mentre era sotto trattamento presso la clinica nel gennaio 2006, la struttura fu chiusa dai funzionari dell'Ufficio Sanitario messicano.
Donsbach fu accusato e trovato colpevole di evasione fiscale e di commercio di farmaci illegali nel 1996.
Il 9 aprile 2009, Donsbach fu arrestato durante la sua trasmissione radio via Internet e accusato di 11 crimini, compresa la fornitura di medicine non approvate. La pubblica accusa imputò a Donsbach anche la prescrizione ai suoi pazienti di neuropeptide. Questi medicinali contenevano nimesulide, che era stato bandito in Europa poiché aveva provocato elevate percentuali di danni al fegato, che avevano a loro volta provocato alcuni decessi. Nel gennaio 2010, un giudice di San Diego stabilì che ci fossero sufficienti evidenze contro Donsbach per portarlo in giudizio. Donsbach, in caso di condanna, rischiava fino a 12 anni e otto mesi. Il caso si concluse con un patteggiamento che portò a una condanna per Donsbach di un anno di prigione, seguita da libertà vigilata.
Il 13 dicembre 2010, Donsbach fu ritenuto colpevole di 13 altri reati, tra i quali l'esercizio non autorizzato della professione medica e la vendita di medicine con marchi falsificati.
Le attività di Donsbach sono state ripetutamente criticate dal Dr. Stephen Barrett di Quackwatch.